# Montserrat Montull i Pujol
Montserrat Montull i Pujol (Poblenou, Barcelona, 1966) és una mestra i teòloga catalana. Estudià Magisteri a la Universitat Autònoma de Barcelona (UAB) i Teologia al Seminari Conciliar. Des dels 16 anys està vinculada al món de l'esplai del Poblenou, primer com a voluntària de l'esplai Sant Francesc d'Assís i després com a membre de l'esplai La Flor de Maig, on ha impulsat la campanya de recollida de joguines de Reis, en què també col·laboren l'Ajuntament de Barcelona, la Creu Roja i altres entitats i parròquies del Poblenou.
Des de 1996 treballa com a responsable de la ludoteca Maria Gràcia Pont, que gestiona La Flor de Maig, i en la qual també és educadora dels nens de les aules de P3, P4 i el grup d'adolescents. Des de la ludoteca, i en estreta col·laboració amb l'esplai, ha posat en marxa diferents projectes de cooperació amb el municipi de La Habana Este (Cuba), com ara cursos de formació per a mestres, campanyes de vacunació i enviament de joguines. També ha impulsat un projecte d'amistat transoceànica a través de l'intercanvi de correspondència entre nens de Nicaragua i de dues escoles del districte, amb l'objectiu de treballar en valors. S'hi adrecen molts nens i famílies amb dificultats econòmiques, ja que la ludoteca també proporciona llibres i material escolar a les famílies que ho necessiten i les adreça a altres entitats públiques o privades que els puguin oferir roba o menjar. També col·labora amb la parròquia de Sant Francesc d'Assís dins l'àrea de pobresa i forma part de la xarxa Apropem-nos, que pretén enfortir la relació entre els nouvinguts i la gent autòctona del barri a través de diferents tallers i xerrades veïnals.
El 2005 va rebre la Medalla d'Honor de Barcelona.